# Rodbina Berke
Rodbina Berke je bila ogrska plemiška rodbina na območju današnjega Prekmurja.

## Zgodovina
Družina je pripadnica starega madžarskega plemstva, saj se nek Peter de Berke omenja že leta 1417, Berke Jakob pa leta 1427. Oba sta bila homo regius oz. kraljeva spremljevalca (madž. kiraly ember) za časa kralja Sigismunda. Naselje Berkovci (Madžarsko: Berkehaza - kar pomeni hiša oz. naselje Berkejev) se v listinah omenja že leta 1499, čeprav Adam Luthar in Janos Fliszar v knjižici Prekmurja znameniti evangeličanski možje (1926) trdita, da naj bi na območje Prekmurja prišli v času preganjanja vere (protireformacije). Plemiški status jim je potrdil Matija I., sveti rimski cesar oz. kot Matija II. madžarski kralj leta 1609 (listina je bila izdana 10. decembra v Bratislavi). Poleg Berke Ambrozija je z isto listino bilo potrjeno starejše plemstvo njegovima sorodnikoma Szelezen (Železen) Gregorju in Štefanu. Bili so lastniki posestev v  Moravcih, posestev v Sebeborcih in Sebeborskega marofa. Nato so se nastanili na svojem posestvu v Tešanovcih. Berke Peter je leta 1690 od cesarja Leopolda I. prejel v dar gospostvo Bakovci, s čimer je pridobil pravico do uporabe predikata de Nagy-Barkócz (veliko-bakovski). Bili so tudi finančni podporniki samostanov, saj je Suzana pl. Berke roj. pl. Keresztury de Petrikeresztur, vdova po Petru pl. Berke, leta 1740 samostanu v Sveti Jeleni (Medžimurje) darovala 1000 forintov.
Družina Berke je v 19. stoletju v veliki meri vodila politično in versko življenje Prekmurja. Prvi pomembnejši predstavnik na začetku 19. stoletja je bil Ferenc Xaver Berke, evangeličanski duhovnik in senior, pisatelj ter sodnik županijske table v Železni županiji. 
Drugi pomembnejši član družine je bil njegov nečak Ivan Berke, slovenski pisatelj in evangeličanski duhovnik v Križevcih ter dolgoletni senior. Rojen je bil leta 1814 in kar 72 let služboval v svoji fari vse do svoje smrti leta 1908. Imel je odločilno besedo pri šolskih zadevah in bil celo nekaj let predsednik odbora za šolstvo. Njegov oče Jozsef Berke, prav tako križevski duhovnik ter brat puconskega duhovnika Ferenca Berkeja je bil poslanec v madžarskem parlamentu. Znan predstavnik druge veje družine, ki je imela posesti v Medžimurju je bil Peter Berke, Legradski župnik, ter pisec znane kajkavske knjige Kinch oszebuni.
Brat Ivana Berkeja, Jozsef Berke je bil priznan odvetnik v Murski Soboti, vladni poverjenik, ter trikratni poslanec v madžarskem parlamentu. Skupaj s svojim sinom Mihaelom Berkejem, Gezo Pinterjem in premožnim lastnikom Korone (kasnejšega hotela Dobray - današnje Zvezde) Mostom je ustanovil prvo banko v Murski Soboti: Mursko-soboško hranilnico. Njen delničar je bil tudi grof Szapary. Kasneje so, da bi pomirili strasti, ki so nastale med člani obeh družin (Berke in Most), saj nekateri člani družin niso prišli do pozicij v tej banki, ustanovili Hranilnico južnega dela Železne Županije.
Prekmurska veja rodbine je izumrla v 20. stoletju, po moški liniji z Ladislavom Berkejem, ki je padel kot vojak Wehrmachta v Litvi na prvi dan operacije Barbarossa 22. junija 1941, po ženski liniji pa leta 2015 z Ladislavovo sestro Heleno Berke iz Eisenstadta (Avstrija). Poslednji predstavnica rodbine, ki je ostala v Prekmurju je bila leta 1936 preminula Irena Berke, soprogo soboškega evangeličanskega seniorja Števan Kovatša.

## Vidnejši predstavniki rodbine
- Peter pl. Berke (ok. 1653-1728) veleposestnik, carinski uradnik (tridesetničar), upravnik gospostev grofa Szechyja, sodnik županijske table Železne županije
- Nikolaj pl. Berke (18. stoletje) sodniški prisednik zalske županije
- Janos pl. Berke (18. stoletje) sodniški prisednik zalske županije
- Peter pl. Berke (1733-1798) katoliški duhovnik, pisatelj
- Adam pl. Berke (18. stoletje) evangeličanski duhovnik
- Sigismund pl. Berke (18. stoletje) sodniški prisednik zalske županije
- Anton pl. Berke (18. stoletje) perceptor in sodnik županijske table Železne županije
- Anton pl. Berke (18. stoletje) višji plemiški sodnik (višji okrajni glavar) križevske županije
- Balaz pl. Berke (1754-1821) evangeličanski duhovnik, pesnik in pisatelj
- Ferenc Xaver pl. Berke (1763-1841) evangeličanski duhovnik, senior pisatelj, sodnik županijske table Železne županije
- Franc pl. Berke (1769- ) sodnik županijske table Železne Županije
- Jožef pl. Berke (1771-1836) evangeličanski duhovnik
- Janos pl. Berke (1814-1908) evangeličanski duhovnik, senior, pisatelj, politik
- Jožef pl. Berke (1817-1893) odvetnik, veleposestnik, politik, predsednik Murskosoboške hranilnice
- Mihael pl. Berke (1843-1895) veleposestnik
- Nikolaj pl. Berke (1891-1945) podpredsednik avstrijske lekarniške zbornice

## Družinsko drevo
- A1 Amrozij pl. Berke plemiška listina 1609
  - B1 Matija 1693 Murska Sobota, ključar cerkve sv. Martina (Martjanci)
    - C1 Franc 1726/27 Puconci
      - D1 Štefan 1733 Puconci ∞ Helena pl. Luthar de Szentbiborcz
        - E1 Jurij 1754 Sebeborci
        - E2 Jožef 1754 Sebeborci
        - E3 Janez (* 1734 Puconci) ∞ 1) Judita pl. Novak (sestra odvetnika Franca pl. Novaka) ∞ 2) Katarina pl. Farkas
          - F1 1) Franc Ksaver (* 1760 † 1841 Puconci) puconski evangeličanski duhovnik in senior, sodnik županijske table Železne županije ∞ 1) Ana pl. Pozsgai (vdova po Janezu Ringhoffer-ju) ∞ 2) Ana pl. Bachich (vdova po evangeličanskem duhovniku iz Meszlen-a Petra pl. Horvath-a, ter hčerka evangeličanskega duhovnika in seniorja Štefana pl. Bachich-a in Suzane pl. Kroyher de Helmfels)
          - F2 1) Jožef (* 1772 † 1836 Križevci) evangeličanski duhovnik ∞ Terezija pl. Szabo de Szentgyörgyvölgy (* 1794 Szentgyörgyvölgy † 1838 Križevci), hčerka Gregorja pl. Szabo de Szentgyörgyvölgy in Eve pl. Kregar
            - G1 Janez (* 1814 Križevci † 1908 Križevci) evangeličanski duhovnik in senior, veleposestnik ∞ Rozalija pl. Fink
              - H1 Terezija (* 1844 Križevci † 1932 Bodonci) ∞ Ludvnik Szinicz ev. duhovnik v Bodoncih
              - H2 Frančiška (* 1846 Križevci)
              - H3 Ludvik (* 1852 Križevci)
              - H4 Jožef (* 1853 Križevci † 1907 Őrimagyarósd) ev. duhovnik v Őrimagyarósdu ∞ Irma Böhm
                - I1 Emil 1926 Monošter
                - I2 Jožef 1926 Monošter

              - H5 Marija (* 1855 Križevci)
              - H6 Julijana (* 1857 Križevci)
              - H7 Suzana (* 1857 Križevci † 1905) ∞ Janoš Flisar pisatelj, pesnik, prevajalec, novinar in učitelj
              - H8 Karolina ∞ Aleksander pl. Vutsak

            - G2 Jožef (* 1817 Križevci † 1893 Murska Sobota) odvetnik, veleposestnik, sodniški prisednik, poslanec murskosoboškega okraja v državnem parlamentu ∞ Julijana pl. Raffay (* 1824 Borejci), hčerka Franca pl. Raffay-ja in Ane pl. Keresztury de Petrikeresztur
              - H1 Mihael (* 1843 Tešanovci † 1895 Murska Sobota) veleposestnik ∞ Marta Pinter (hčerka upravnika rakičanskega gospostva Antona Pinter-ja in Barbare pl. Pollak)
                - I1 Viktor Jožef (* 1869 Murska Sobota † 1899 Murska Sobota) član lekarniške zbornice
                - I2 Irena Marta (* 1873 Murska Sobota † 1936 Murska Sobota) ∞ Štefan Kovats evangeličanski senior in duhovnik
                - I3 Marta (* 1881 Murska Sobota † ZDA) ∞ Aleksander Junkuncz cs. kr. okrajni živinozdravnik, posestnik, tovarnar
                - I4 Šarolta (* 1881 Murska Sobota) ∞ Ignac pl. Hodazsy de Hodasz (sin Bele pl. Hodaszy de Hodasz in Jožefe pl. Hodaszy de Hodasz)
                - I5 Nikolaj Mihael (* 1891 Murska Sobota) † 1945 Eisenstadt) podpredsednik avstrijske lekarniške zbornice ∞ Marija pl. Holle
                  - J1 Ladislav (* 1920 Eisenstadt) † 1941 Litva) padel kot vojak Wehrmachta prvi dan operacije Barbarossa
                  - J2 Helena (* 1922 Eisenstadt) † 2015 Eisenstadt) ∞ Robert Müntz

              - H2 Robert * 1845 Tešanovci

            - G3 Peter  inženir, okrajni notar, 1862 posestnik v Markišavcih ∞ Suzana Einbeck
              - H1 Julij * 1. julij 1856 Markišavci
              - H2 Bela * 28. december 1857 Kančevci
              - H3Geza * 16. februar 1860 Kančevci
              - H4 Arpad * 14. junij 1862 Markišavci
              - H5 Elemér* 14. januar 1864 Markišavci
              - H6 Jožef * 20. marec 1866 Markišavci

          - F3 1) Peter trgovec v Debrecenu
          - F4 2) Suzana ∞ Janez Terplan upravnik posesti Štefana pl. Saller-ja v Ivanovcih

  - B2 Mihael
    - C1 Peter (* 1653 † 1728 Bakovci) upravnik posesti grofa Szechyja, carinski uradnik, veleposestnik ∞ 1) Judita pl. Ropossa ∞ 2)  Suzana pl. Keresztury de Petrikeresztur
      - D1 2) Rebeka ∞ 1) Janez pl. Babos de Szentgyörgyvölgy ∞ 2) oo Franc pl. Bakacs de Szentgyörgyvölgy ∞ 3) oo Franc pl. Rapossa
      - D2 2) Frančiška ∞ Franc pl. Rogan de Kraina
      - D3 2) Uršula ∞ Franc pl. Rapossa

  - B3 Jurij ludi magister v Martjancih ∞ Helena pl. Appoka
    - C1 hčerka ∞ Tomaž pl. Marics ev. duhovnik v Sv. Benediktu (Kančevci)

  - B4 Adam
    - C1 Filip
      - D1 Janez 1717, 1726/27 Dankovci

  - B5 Janez
    - C1 Štefan 1717, 1726/27 Gorica

  - B6 Elizabeta 1619

## Galerija
- Grb iz Siebmachers Wappenbuch für Ungarn. Grb ima napako, saj je naslikan orel in ne grifin. Ta napaka je verjetno nastala, ker je bil grb risan po pečatu in ne po blazonu
- Grobnica družine Berke na pokopališcu v Murski Soboti
- Berketova kurija v Murski Soboti